# 제정임의 문답쇼 힘
《제정임의 문답쇼 힘》은 매주 목요일 밤 11시에 SBSCNBC에서 방송되는 시사교양 인터뷰 프로그램이다.

## 기획의도
사회·경제·정치·문화·예술 분야의 오피니언 리더들과 우리 사회의 현실을 진단하고 인간적인 삶의 지혜를 나눈다 

## 프로그램 소개
제정임의 문답쇼 힘은 SBSCNBC에서 매주 목요일 오후 11시에 방송하는 시사/교양 스튜디오 토크쇼이다.  
2016년 3월 24일부터 주 1회 방송되었다.
14년 사회 경제부 기자 출신의 칼럼니스트, 저널리즘스쿨 교수인 MC 제정임과 매 회 출연하는 명사의 대담이 주된 방송 포맷이다. 
출연 인물들은 모두 정치‧경제‧학계 등 다양한 영역에서 영향력을 가진 명사들로, 대한민국 사회 현안에 대해 각 분야 전문가들의 의견을 들어볼 수 있다.
국내외 정치 경제 사회 문화 등의 대담 외에 ‘내 인생 이야기’라는 코너에서 명사들의 가치관, 유년‧청년 시절의 경험 등 
오피니언 리더들의 흥미로운 인생 이야기를 다루고 있다. 

## 출연자 리스트
| 회차 | 방영일     | 타이틀                                                          | 출연자                | 프로필                                            |
| ---- | ---------- | --------------------------------------------------------------- | --------------------- | ------------------------------------------------- |
| 1    | 2016-03-24 | 우리 사회가 나아갈 방향                                         | 윤증현                | 前 기획재정부 장관                                |
| 2    | 2016-03-31 | 금융 위기 다시 오나?                                            | 박승                  | 前 한국은행 총재                                  |
| 3    | 2016-04-07 | AI와 미래사회                                                   | 김대식                | 카이스트 교수                                     |
| 4    | 2016-04-14 | 장관만 5번! 직업이 장관인 남자                                  | 진념                  | 前 재정경제부 장관, 경제부 총리                   |
| 5    | 2016-04-21 | 1,500억 빚을 탕감해준 남자                                      | 유종일                | KDI교수                                           |
| 6    | 2016-04-28 | CEO 15,000명의 스승                                             | 전성철                | IGM 세계경영연구원 회장                           |
| 7    | 2016-05-05 | 미래 기술이 가져올 관계의 진화                                  | 이원재 배명훈         | 카이스트 문화기술대학원 교수 SF 소설가            |
| 8    | 2016-05-12 | 대통령 직선제 이후 최장수 총리                                  | 김황식                | 前 국무총리, 前 대법관                            |
| 9    | 2016-05-19 | 최연소 국회의장에서 베스트셀러 작가로                           | 김형오                | 前 국회의장                                       |
| 10   | 2016-05-26 | 경제를 쉽게 알리는 경제학 전도사                                | 정갑영                | 前 연세대 총장                                    |
| 11   | 2016-07-07 | 대한민국 대표 경제학자                                          | 조순                  | 전 경제부총리                                     |
| 12   | 2016-07-14 | 단칸방서 국회의장까지                                           | 박관용                | 전 국회의장                                       |
| 13   | 2016-07-21 | 청와대 수석 2번, 장관 2번                                       | 박재완                | 前 기재부 장관                                    |
| 14   | 2016-07-28 | 약자를 위한 경제학자                                            | 이정우                | 前 청와대 정책실장                                |
| 15   | 2016-08-04 | 행동하는 양심                                                   | 한완상                | 前 통일부총리                                     |
| 16   | 2016-08-25 | 보수 진영의 진보적 논객                                         | 남재희                | 前 노동부 장관                                    |
| 17   | 2016-09-01 | 햇볕정책의 대부                                                 | 문정인                | 연세대 정치외교학과 교수                          |
| 18   | 2016-09-08 | 위기의 가정과 함께한 43년                                       | 곽배희                | 한국가정법률사무소 소장                           |
| 19   | 2016-09-13 | 대권 도전 선언 후 첫 인터뷰                                     | 안철수                | 前 국민의당 대표                                  |
| 20   | 2016-09-29 | 여야를 넘나드는 전략가                                          | 윤여준                | G-MOOC 추진 단장                                  |
| 21   | 2016-10-06 | 부산국제영화제의 대부                                           | 김동호                | 부산국제영화제조직위원회 명예 집행위원장          |
| 22   | 2016-10-13 | 원전, 지진에 안전한가?                                          | 김익중                | 동국대 의대 교수                                  |
| 23   | 2016-10-20 | 진보정치계의 스타                                               | 노회찬                | 정의당 원내대표                                   |
| 24   | 2016-10-27 | 변호사, 교수 대신 녹색당                                        | 하승수                | 前 녹색당 공동운영위원장                          |
| 25   | 2016-11-03 | 판자촌에서 삼성전자 사장, 장관까지                              | 진대제                | 前 과학기술부 장관, 스카이레이크 인베스트먼트 CEO |
| 26   | 2016-11-10 | 참여정부 외교통상부 장관                                        | 윤영관                | 前 외교부 장관                                    |
| 27   | 2016-11-17 | 사교육 걱정 없는 세상을 위하여                                  | 송인수                | 사교육걱정없는세상 대표                           |
| 28   | 2016-11-24 | 13개의 직업을 거친 장관                                         | 이어령                | 前 문화부 장관                                    |
| 29   | 2016-12-01 | 아인슈타인의 직계 제자                                          | 장회익                | 서울대 명예교수                                   |
| 30   | 2016-12-08 | 팬클럽이 있는 스타 장군                                         | 전인범                | 前 장군                                           |
| 31   | 2017-03-16 | 한국 문단의 큰 어른                                             | 고은                  | 시인                                              |
| 32   | 2017-03-23 | 청소년에서 장애인까지, 약자의 편                                | 강지원                | 변호사, 푸르메재단 이사장                         |
| 33   | 2017-03-30 | 한국 문학의 태백산맥                                            | 조정래                | 소설가                                            |
| 34   | 2017-04-06 | 화병을 밝혀낸 이시형의 행복론                                   | 이시형                | 의사                                              |
| 35   | 2017-04-13 | 돌봄의 마음을 만드는 인류학자, 조한혜정                         | 조한혜정              | 문화인류학자                                      |
| 36   | 2017-04-20 | 촛불 개헌을 주창하는 국제법 권위자, 이장희                      | 이장희                | 한국외대 교수                                     |
| 37   | 2017-04-27 | 케임브리지대 형제 교수를 키워낸 장재식 전 장관                  | 장재식                | 前 산업자원부 장관                                |
| 38   | 2017-05-04 | 난민소년에서 재무장관까지 이용만 전 장관                        | 이용만                | 前 내무부 장관                                    |
| 39   | 2017-05-11 | 발레 한류의 개척자, 유니버설발레단 문훈숙                       | 문훈숙                | 유니버설발레단 단장                               |
| 40   | 2017-05-18 | 농사 짓는 철학자, 윤구병 보리출판사 대표                        | 윤구병                | 출판사 대표, 철학자                               |
| 41   | 2017-06-01 | 초대 국정원장 이종찬                                            | 이종찬                | 前 국정원장                                       |
| 42   | 2017-06-08 | 김재규를 변호한 인권변호사 강신옥                               | 강신옥                | 변호사                                            |
| 43   | 2017-06-15 | 무상보육 최초 도입, 장하진 전 장관                              | 장하진                | 前 여성부 장관                                    |
| 44   | 2017-06-22 | 3극점 7대륙 세계기록, 탐험가 허영호                             | 허영호                | 산악가                                            |
| 45   | 2017-06-29 | 국내 1호 가정의학전문의 윤방부 박사                             | 윤방부                | 의사, 영훈의료재단 회장                           |
| 46   | 2017-07-06 | 임을 위한 행진곡 통일운동의 대부 백기완                         | 백기완                | 통일문제연구소 소장                               |
| 47   | 2017-07-13 | 사형수 출신 정무수석, 유인태 전 의원                            | 유인태                | 前 국회의원                                       |
| 48   | 2017-07-20 | '정트리오의 거장 첼리스트 정명화                                | 정명화                | 첼리스트                                          |
| 49   | 2017-07-27 | 김대중, 노무현의 참모 6선 의원 문희상                           | 문희상                | 국회의원                                          |
| 50   | 2017-09-01 | 35년 외길 환경운동가 최열                                       | 최열                  | 환경재단 대표                                     |
| 51   | 2017-09-07 | 윤리경영의 선구자 문국현                                        | 문국현                | 한솔섬유 사장                                     |
| 52   | 2017-09-14 | <군함도>의 작가 한수산                                          | 한수산                | 소설가                                            |
| 53   | 2017-09-21 | 문재인 정부 국정 설계자 김진표 의원                             | 김진표                | 국회의원                                          |
| 54   | 2017-09-28 | 떡집 아들에서 장관까지 윤대희 전 국무조정실장                   | 윤대희                | 前 국무조정실장                                   |
| 55   | 2018-02-22 | 자연에서 배우는 인생 생태학자 최재천                            | 최재천                | 동물행동학자                                      |
| 56   | 2018-03-01 | 대한민국이 모르는 대한민국 임마누엘 페스트라이쉬 교수           | 임마누엘 페스트라이쉬 | 교수                                              |
| 57   | 2018-03-08 | 원조 재벌개혁 전도사 강철규 前공정위원장                        | 강철규                | 前 공정위원장, 교수                               |
| 58   | 2018-03-15 | 약자의 편에 선 윤리학자 손봉호 교수                             | 손봉호                | 前 대학총장, 사회기관단체인                       |
| 59   | 2018-03-22 | 박목월 시인의 아들 박동규 교수                                  | 박동규                | 문학평론가, 교수                                  |
| 60   | 2018-03-29 | 국내 최초 세계 100대 핀테크 기업 이승건 대표                    | 이승건                | 토스 대표                                         |
| 61   | 2018-04-05 | 내부고발자의 수호자 이지문 대표                                 | 이지문                | 내부제보실천운동 상임대표                         |
| 62   | 2018-04-12 | 개혁사상가 다산 정약용 전도사, 박석무 이사장                    | 박석무                | 다산연구소 이사장                                 |
| 63   | 2018-04-19 | 미투의 토양을 만든 여성인권운동가, 최영애 대표                  | 최영애                | 여성인권을지원하는사람들 대표                     |
| 64   | 2018-04-26 | 국민연금 연 수익률 10%의 신화 - 전광우 前 금융위원장            | 전광우                | 前 금융위원장, 前 국민연금공단 이사장             |
| 65   | 2018-05-03 | 문재인 정부 대북정책 멘토 정세현 前 통일부 장관                 | 정세현                | 前 통일부 장관                                    |
| 66   | 2018-05-10 | 사교육의 대부에서 청년의 멘토로 손주은 회장                     | 손주은                | 메가스터디 대표이사 회장                          |
| 67   | 2018-05-17 | 사드 사태를 예견한 작가 김진명                                  | 김진명                | 소설가                                            |
| 68   | 2018-05-24 | 세계 무대를 누비는 젋은 거장 김선욱 피아니스트                  | 김선욱                | 피아니스트                                        |
| 69   | 2018-05-31 | 음악 한류의 원조 정경화 바이올리니스트                          | 정경화                | 바이올리니스트                                    |
| 70   | 2018-06-14 | 한국 통상 인맥의 대부 김철수 前 상공부 장관                     | 김철수                | 前 상공부 장관                                    |
| 71   | 2018-06-21 | 평화가 경제를 살린다 정동영 前 통일부 장관                      | 정동영                | 前 통일부 장관                                    |
| 72   | 2018-06-28 | 정계로 간 프로파일러 표창원 의원                                | 표창원                | 국회의원                                          |
| 73   | 2018-07-05 | 한국 영화 영상미의 대가 이명세 감독                             | 이명세                | 영화감독                                          |
| 74   | 2018-07-12 | 클래식 대중화의 대부 금난새 지휘자                              | 금난새                | 예술감독                                          |
| 75   | 2018-07-19 | 진보정치의 심블리 심상정 의원                                   | 심상정                | 국회의원                                          |
| 76   | 2018-07-26 | 대북포용정책의 설계자 이종석 前 통일부 장관                     | 이종석                | 前 통일부 장관                                    |
| 77   | 2018-08-02 | 탄핵 의사봉 쥔 국회의장 정세균 의원                             | 정세균                | 국회의원                                          |
| 78   | 2018-08-09 | 반대하는 길로 과감히 가라 前 거창고 교장 전성은                 | 전성은                | 前 거창고 교장                                    |
| 79   | 2019-03-14 | 국내 최초 베스트셀러 작가 김홍신 소설가                         | 김홍신                | 소설가                                            |
| 80   | 2019-03-21 | '9시 등교' 아침 식탁을 돌려준 교육자 이재정 경기도 교육감       | 이재정                | 경기도 교육감                                     |
| 81   | 2019-03-28 | 'MB 저격수' 정두언 전 의원                                      | 정두언                | 前 국회의원                                       |
| 82   | 2019-04-04 | '버닝썬 사태' 2015년에 예견됐다? 이미경 소장                    | 이미경                | 한국성폭력상담소장                                |
| 83   | 2019-04-11 | '인성이 실력이다' 조벽 교수                                     | 조벽                  | 숙명여대 석좌교수                                 |
| 84   | 2019-04-18 | '독도를 아시나요?' 서경덕 한국홍보전문가                        | 서경덕                | 한국홍보전문가                                    |
| 85   | 2019-04-25 | '미세먼지에 대한 오해와 진실' 장재연 대표                       | 장재연                | 환경운동연합 대표                                 |
| 86   | 2019-05-02 | '힘내라 청춘' 청년사업가 강성태, 전화성 대표                    | 강성태, 전화성        | 공부의신, 씨앤티테크 대표                         |
| 87   | 2019-05-09 | '서울 재개발을 말하다' 승효상 국가건축정책위원장                | 승효상                | 국가건축정책위원장                                |
| 88   | 2019-05-16 | '한국인 최초 인터폴 수장' 김종양 인터폴 총재                    | 김종양                | 인터폴 총재                                       |
| 89   | 2019-05-23 | 사랑을 나누는 '밥퍼' 목사 최일도 다일공동체 대표                | 최일도                | 다일공동체 대표                                   |
| 90   | 2019-05-30 | 거침없는 '당대포' 정청래 전 의원                                | 정청래                | 전 의원                                           |
| 91   | 2019-06-06 | '괴물 낳는 피라미드' 대한민국 박노자 오슬로대학교 교수          | 박노자                | 오슬로대학교 교수                                 |
| 92   | 2019-06-13 | 아픈 마음을 보듬는 '거리의 치유자' 정혜신 정신건강의학과 전문의 | 정혜신                | 정신건강의학과 전문의                             |
| 93   | 2019-06-20 | 장애인, 빈민과 함께한 '나눔의 삶' 김성수 전 대한성공회 대주교   | 김성수                | 전 대한성공회 대주교                              |
| 94   | 2019-06-27 | '한국인이 좋아하는 만화가 1위' 이현세 세종대 교수               | 이현세                | 세종대 교수                                       |
| 95   | 2019-07-04 | '인권변호사 출신' 5선 국회의원 박찬종 변호사                    | 박찬종                | 변호사                                            |
| 96   | 2019-07-11 | '한국의 스티븐 호킹' 이상묵 서울대 교수                         | 이상묵                | 서울대 교수                                       |
| 97   | 2019-07-18 | 청년 멘토 '트위터계 대통령' 이외수 소설가                       | 이외수                | 소설가                                            |
| 98   | 2019-07-25 | 한국영화 100년을 대표하는 감독 1위 임권택 영화감독              | 임권택                | 영화감독                                          |